# Сукачов Борис Володимирович
Борис Володимирович Сукачов (1874-1934) - російський зоолог .

## Біографія
Народився сім'ї іркутського міського голови В. П. Сукачова . Закінчив іркутську класичну чоловічу гімназію, в 1892 році вступив до Санкт-Петербурзького університету на природне відділення фізико-математичного факультету, після закінчення якого в 1896 році був залишений для підготовки до професорського звання при Зоотомічному кабінеті. З 1897 по 1905 роки виконував посаду охоронця Зоотомічного кабінету Санкт-Петербурзького університету, працюючи під керівництвом професора В. Т. Шевякова  . Про Бориса Сукачова у цей період його життя згадує у своїх мемуарах біолог Борис Райков : «Я познайомився із помічниками Шевякова, молодими зоологами, які безпосередньо вели роботу зі студентами. Моїм керівником був Борис Володимирович Сукачов, дуже слушний працівник, із закордонним вишколом. Він уважно ставився до фахівців і робив із нами за своєю ініціативою досить далекі зоологічні екскурсії, навіть із ночівлею»  .
Цей час відзначено активною науковою діяльністю Бориса Сукачова. Ним було опубліковано кілька статей; 1899 року спільно з Олександром Лінком здійснив переклад з німецької мови підручника із загальної ембріології, написаного професором Рудольфом Бергом. Весь збір від продажу підручника надійшов на користь студентської їдальні Санкт-Петербурзького університету . Неодноразово здійснював поїздки з науковою метою за кордон, зокрема, в Гейдельберг, де навчався у професора Отто Бючлі . У 1901 році брав участь у Міжнародному з'їзді зоологів у Берліні ; влітку 1902 року працював на біологічній станції в Неаполі . З 1906 по 1914 роки - лаборант Зоотомічного кабінету та магістрант фізико-математичного факультету Юріївського університету . У 1908-1914 роках – лектор Юр'євських приватних університетських курсів природничих та медичних наук. У 1910 році спільно з Германом Майєром переклав на німецьку мову книгу професора В. А. М. Шимкевича "Курс порівняльної анатомії хребетних тварин".
Під час Першої світової війни - завідувач канцелярії медичної частини Управління головноуповноваженого Російського Червоного Хреста . Нагороджений орденами Св. Станіслава 3-го ступеня та Св. Анни 3-го ступеня. З 1914 року - на еміграції у Франції. Входив як секретар до складу створеного в 1921 році групою російських емігрантів «Товариства порятунку російської книги». Працював у паризькому шпиталі Сальпетрієр та в морській науково-дослідній лабораторії Араго у місті Баньюльс-сюр-Мер під керівництвом професора Октава Дюбоска .
Помер 14 травня 1934 року. Жалобна церемонія відбулася у соборі Олександра Невського у Парижі. Похований на цвинтарі Баньо .

## Сім'я
Батько
- Володимир Платонович Сукачов (1849-1920), відомий громадський діяч Сибіру, міський голова Іркутська, благодійник та колекціонер; засновник Іркутської картинної галереї.

Матір
- Надія Володимирівна (урод. Долженкова-Любім) (1856-1935), благодійниця.

Перша дружина
- Марія Володимирівна (урод. Висоцька) (1874-1907), художниця, онука декабриста Олександра Поджіо .

Друга дружина
- Ольга Миколаївна (урод. Кончевська) (1877 (?) — 1942), співачка, дочка секретаря редакції «Всесвітньої географії» Надії Володимирівни Кончевської, падчерка революціонера-семидесятника Леоніда Шишка, онука географа Льва Мечникова .

Третя дружина
- Анн-Марі-Елізабет (урод. Добіньї, Daubigny).

## Деякі твори
- Декілька нових даних про губки оз. Байкалу [1895]
- Матеріали до пізнання нервової системи п'явки Nephelis vulgaris [1897]
- Nochmals über das chemische Verhalten der Cocons von Hirudo [1900]
- Über die Furchung und Bildung der embryonalen Anlagen bei Nephelis vulgaris Moqu [1903]
- П'явки озера Садьєрв (Ліфл. губ.) [1911]